# Amtsgericht Tuchel
Das Amtsgericht Tuchel war ein preußisches Amtsgericht mit Sitz in Tuchel.

## Geschichte
Das königlich preußische Amtsgericht Tuchel wurde mit Wirkung zum 1. Oktober  1879 als eines von neun Amtsgerichten im Bezirk des Landgerichtes Conitz im Bezirk des Oberlandesgerichtes Marienwerder gebildet. Der Sitz des Gerichtes war Tuchel. Sein Gerichtsbezirk umfasste den Kreis Tuchel. Am Gericht bestanden 1880 drei Richterstellen. Das Amtsgericht war damit ein großes Amtsgericht im Landgerichtsbezirk. Gerichtstage wurden in Groß-Schliewitz gehalten. Der Amtsgerichtsbezirk kam aufgrund des Versailler Vertrages 1919 zu Polen, und das Amtsgericht stellte seine Arbeit ein. Im Jahre 1939 wurde Polen deutsch besetzt. Im Rahmen der Neuorganisation der Gerichte in Ostdeutschland und im ehemaligen Polen wurden das Amtsgericht Tuchel neu gebildet und erneut dem Landgericht Conitz zugeordnet.
Im Jahre 1945 wurde der Amtsgerichtsbezirk unter polnische Verwaltung gestellt, und die deutschen Einwohner wurden vertrieben. Damit endete auch die Geschichte des Amtsgerichtes Tuchel. Unter polnischer Verwaltung entstand das Sąd Rejonowy w Tucholi (1950–1975: Sąd Powiatowy w Tucholi).